# 日置市立扇尾小学校
日置市立扇尾小学校（ひおきしりつ おうぎお しょうがっこう）は、鹿児島県日置市日吉町吉利に存在した市立小学校。

## 概要
幕末の寺子屋を起源とし明治5年の学制に伴い教育開始。同地域の字扇尾の地より現在の場所に移転した。
2005年の市町村合併に伴い、日置市立扇尾小学校として移行した。

## 沿革
- 1872年 - 学制に伴い生徒60名で教育開始。
- 1979年 - 字扇尾に校舎改築竣工。
- 1890年 - 現在位置（字六反田）に移転。
- 1926年 - 扇尾尋常高等小学校と校名改称。
- 1941年 - 扇尾国民学校と校名改称。
- 1945年 - 最多の１９１人の児童が在籍した。
- 1947年 - 教育制度改革により吉利村立扇尾小学校と校名改称。
- 1952年 - 新校舎改築竣工。
- 1955年 - 吉利村が日置村と合併し日吉町が成立。日吉町立扇尾小学校に改称。
- 1975年 - 創立100周年記念式典を開催。
- 1975年 - プール新設竣工。
- 1979年 - 鉄筋3階建新校舎竣工。
- 1980年 - 体育館竣工。
- 2005年 - 町村合併により日置市立扇尾小学校と校名改称。
- 2016年 - 閉校。全校児童は4人。在校生は４月から日置市立日置小学校へ通う。 創立140周年記念式典を挙行。

## 教育目標
小さな学校の大きな教育
かしこく・やさしく・たくましく